# Suskovo
Suskovo (ukrajinsky Сусково, maďarsky Bányfalu) je obec  ve vesnické komunitě Poljana, v mukačevském okrese Zakarpatské oblasti Ukrajiny. Osadou obce Suskovo je Pasika. V roce 2025 zde žilo 1468 obyvatel; v celé obci pak 2661 obyvatel.
Suskovo leží na pravem břehu řeky Latorica.

## Historie
První písemná zmínka o osídlení v tomto místě pochází z roku 1456.Ves poté dvakrát zanikla. V roce 1749 zde pak bylo 6 hospodářství. V roce 1880 zde byl postaven řeckokatolický chrám sv. Mikuláše Divotvůrce.
V roce 1910 bylo v obci 710 občanů, podle národnosti 575 Rusínů, 102 Němců, 23 Maďarů, podle vyznání 585 řeckokatolíků, 97 Izraelců, 27 římských katolíků.
V roce 1930 bylo v obci 828 občanů, 687 Rusínů, 99 Židů, 11 Čechů a Slováků, 8 Němců, cizinců 23. Byla zde rusínská trojtřídní škola a četnická stanice.
25. října 1944 vstoupila do vesnice Rudá armáda a začala éra Ukrajinské SSR. V roce 1969 měla obec 1333 obyvatel, osmiletou školu, družinu a knihovnu.

## Osobnosti
- Ivan Silvaj (1838-1904), řeckokatolický kněz, rusínský spisovatel, etnograf, kulturní činitel